# Guarromán
Guarromán (o Muzquia) es una localidad y municipio español situado en el norte de la provincia de Jaén, en la comunidad autónoma de Andalucía. Se encuentra a 345 m de altitud. Cuenta con una población de 2760 habitantes (INE 2024), sobre un término municipal de 96,21 km², que se encuentra escindido en dos zonas, encontrándose el núcleo urbano en el enclave nororiental. Sus habitantes reciben el gentilicio de guarromanenses.  

## Historia y toponimia
Guarromán fue fundado como parte del proyecto de colonización de Sierra Morena que contemplaba el Fuero de Población de 1767 Fuero de Población de 1767, promulgado por el rey Carlos III el 5 de julio de 1767. Fue Pablo de Olavide quien lo repobló con el nombre de Muzquia (en honor a Miguel Múzquiz, que ocupaba la secretaría de Estado y despacho universal de hacienda) en el lugar que ocupaba la Venta de Guadarromán. Sus primeros pobladores fueron mayoritariamente colonos alemanes y belgas, si bien también hubo familias de origen francés, italiano, austrohúngaro y suizo, además de algunas familias catalanas, valencianas y gallegas. En los primeros documentos de la fundación se la denomina como Real Población del Sitio de Guarromán.
El nombre es la castellanización del árabe Uādī-r-Rommān (río o arroyo de los granados), que evolucionó fonéticamente hacia "Guadarromán" y posteriormente hacia "Guarromán", conociéndose este río en la actualidad como Tamujoso. La curiosidad del topónimo Guarromán ha llevado a la iniciativa de constituir la Asociación Internacional de Pueblos con Nombres Feos, Raros y Peculiares, cuya sede se encuentra en la misma localidad y gestiona el Seminario de Historia y Cultura Tradicional "Margarita Folmerin".
Una de las funciones del poblado era evitar que el Camino Real que unía Andalucía y Madrid se llenará de salteadores y bandoleros.
En 1861 comenzaron a llegar más pobladores al amparo de la creación de las minas de plata y plomo.

## Geografía
Integrado en la comarca de Sierra Morena de la provincia de Jaén, se sitúa a 52 kilómetros de la capital provincial. El término municipal está atravesado por la autovía del Sur, entre los pK 278 y 288, y por la carretera autonómica A-303 que la une con Linares. 
El relieve del municipio presenta un sector central más deprimido, en donde se ubica el núcleo urbano, y los sectores noroeste y sureste, más abruptos y con cotas más elevadas. Los pequeños arroyos existentes vierten sus aguas al río Guadiel, que atraviesa el municipio de norte a sur hacia el río Guadalquivir. Por el exclave de Zocueca, situado al suroeste, discurre el río Rumblar entre un terreno alomado y con mucha pendiente, propio de la cara sur de Sierra Morena, que se represa en el embalse de Zozueca. La altitud del territorio oscila entre los 562 metros (Cerro del Moro, en el exclave de Zocueca) y los 250 metros (en la ribera del río Rumblar, también en el exclave de Zocueca). El núcleo urbano se alza a 349 metros sobre el nivel del mar. 
| Noroeste: Baños de la Encina | Norte: Carboneros | Noreste: Carboneros |
| Oeste: Baños de la Encina    |                   | Este: Carboneros    |
| Suroeste: Bailén             | Sur: Linares      | Sureste: Linares    |

El exclave de Zocueca limita al norte y al oeste con Villanueva de la Reina y al este y al sur con Bailén.

## Geografía humana

### Demografía
Cuenta con una población de 2760 habitantes (INE 2024).
| Gráfica de evolución demográfica de Guarromán entre 1842 y 2021                                                       |
| |
| Población de derecho según los censos de población del INE. Población de hecho según los censos de población del INE. |

### Organización territorial

#### Barrios destacados
Se pueden destacar los siguientes barrios y urbanizaciones: Barrio del Puente, Barrio El paso o del paso, Barriada Sagrado Corazón de Jesús, Urbanización Mirasierra, Urbanización La Molina, Barrio Rodafortuna.

#### Localidades que pertenecen a Guarromán
- Zocueca: Desde aquí y dirección a la ciudad de Andújar, tomando una desviación con el nombre de Zocueca, (vocablo de origen árabe que perdurará a través de los siglos unido al nombre de María Santísima), nos dirigiremos hacia las nuevas poblaciones del El Rumblar. Zocueca, una pequeña aldea, situada en el municipio de Guarromán, subcomarca de La Carolina, en la falda de Sierra Morena (de 2362 km), regada por el río El Rumblar, afluente del Guadalquivir y que gracias a éste y al embalse que lleva su nombre, se riegan las huertas de San Vicente, verdadera despensa hortelana de la aldea y de la que destacaremos el Santuario del Rumblar, cuya primera construcción data del año 1150. Cuando los cristianos mozárabes levantaron con esfuerzo una pobre y tosca ermita para la Cruz, en la que una pequeña imagen de María era venerada con fervor y que había protegido a sus mayores y posteriormente a ellos, al ganar el rey Alfonso VII los campos de Bailén. Anualmente y coincidente con el último domingo de septiembre se celebra la romería a la Virgen de Zocueca. Esta tradición se remonta a 1922, cuando los hortelanos de San Vicente en acción de gracias por haber visto salvadas sus huertas de una plaga de langostas, procesionaron a la patrona desde la Iglesia de la Encarnación de Bailén hasta su Santuario en Zocueca, distantes siete kilómetros entre sí.
- Aldea de los Ríos: Atravesada por la antigua nacional IV, es uno de los sitios más acogedores y bellos que podemos encontrar en tan poca extensión. Posee una forma circular, a modo de plaza, y está compuesta por edificaciones que son,en su mayor parte, las asignadas a los colonos en el 1787. El patrón de este lugar es San Antonio de Pádua, cuya imagen se encuentra resguardada en una pequeña ermita y su día de fiesta es el 13 de junio. En esta festividad puede disfrutarse de una oración y una misa por la mañana, un aperitivo y comida en la calle, una procesión al caer la tarde y, finalmente, una animada verbena.
- Martín Malo: Aldea acogedora, cuya fiesta se celebra el penúltimo fin de semana de mayo.
- El Altico: Antigua aldea colona fundada en 1787. Un lugar acogedor al pie de Sierra Morena.

## Cultura

### Patrimonio
- Iglesia de la Inmaculada Concepción (siglo XVIII)
- Pósito de Labradores (siglo XVIII)
- Monumento al Sagrado Corazón de Jesús (siglo XX)
- Santuario de Zocueca (siglo XVII)

### Patrimonio inmaterial
Fiestas y Feria del Olivar (Fin de semana más próximo al día 25 de julio) Son eminentemente populares y datan de los comienzos de los años setenta del siglo XX, cuando se cambiaron desde la fecha de San Isidro (15 de mayo) al entorno de la festividad de Santiago Apóstol, sin otro motivo que el de evitar las frecuentes lluvias primaverales que por entonces deslucían la romería y la verbena nocturna. Guarromán tiene la particularidad de tener una feria y unas fiestas que no están bajo la advocación de un santo o una santa, como es frecuente en otras localidades, sino que están dedicadas al árbol emblemático de su actividad agraria: El olivar.
Comienzan un jueves por la noche con el castillo de fuegos artificiales y el encendido de la iluminación festiva, y culminan la noche del domingo siguiente con la "traca final". En su transcurso se celebran verbenas por las noches, y hasta hace unos años se celebraba una novillada en la tarde del sábado, que los tiempos de crisis han eliminado del programa festivo. Por el mismo motivo ya no se sueltan las vaquillas, tradición reciente que data de los años ochenta del pasado siglo XX. Sí se llevan a cabo para diversión de las peñas integradas por los más jóvenes otras actividades lúdicas, gastronómicas y deportivas, menos cruentas.
Romería de San Isidro Labrador (15 de mayo) En la Pradera de Piedra Rodadera se realiza una romería con una participación multitudinaria en la que se engalanan y adornan carrozas, hechas con remolques agrícolas y se enjaezan caballerías, celebrándose un día de campo en un chaparral que hay en la otra orilla del río Guadiel. 
Pintahuevos (Domingo de resurrección) Día de campo entre familias y donde se intercambian huevos cocidos y pintados de colores, tradición que se remonta a la época de la Fundación y que fue traída por los colonos centroeuropeos.  
Festividad del Corazón de Jesús (8 días después del Corpus Christi) El Sagrado Corazón de Jesús es el patrón de Guarromán, y ese día se lleva en procesión hasta el monumento que se erigió en su honor en 1950 en la parte más alta de la población, junto a la antigua travesía de la antigua carretera nacional por mitad del pueblo. 
Fiesta de los Santos (1 de noviembre) En la que las peñas de jóvenes se trasladan al campo, pasando dos o tres días entre lumbres, cantes y bailes, costumbre ésta heredada de la vecina localidad de Baños de la Encina. 
San Juan Bautista (24 de junio) En su víspera los mozos recogen agua de las fuentes de Guarromán y la vierten sobre los viandantes, a modo de purificación y travesura. Tradición y rito de agua que data de los años sesenta del siglo XX cuando las mozas más jóvenes iban la Noche de San Juan a lavarse la cara a la Fuente Taza, siguiendo una más antigua costumbre, y los mozos las mojaban con el agua de la fuente. 
Campana de las Ocho Generaciones, o Fiesta de los Colonos (último domingo de octubre) Costumbre que data desde 1986,  aunque basada en la Fundación del pueblo, que consiste en hacer sonar ocho veces la "campana de las generaciones" --una por cada generación sociológica (30 años cada una) que han transcurrido desde la fundación de Guarromán-- en el Patio de las Nuevas Poblaciones de la Casa de la Cultura guarromanense, ante los escudos de los trece municipios que conforman la mancomunidad cultural de las Nuevas Poblaciones de Andalucía y Sierra Morena fundadas por Carlos III. En ese acto se hace entrega de los "Premios Olavidia" y los nombramientos de "Colonos de Honor" por parte del Seminario de Historia y Cultura Tradicional "Margarita Folmerín".

## Economía

### Evolución de la deuda viva municipal
El concepto de deuda viva contempla sólo las deudas con cajas y bancos relativas a créditos financieros, valores de renta fija y préstamos o créditos transferidos a terceros, excluyéndose, por tanto, la deuda comercial.
| Gráfica de evolución de la deuda viva del Ayuntamiento de Guarromán entre 2008 y 2023                |
| |
| Deuda viva del Ayuntamiento de Guarromán, en miles de euros, según datos del Ministerio de Hacienda. |

## Organización político-administrativa

### Elecciones municipales
| Elecciones municipales desde 1979                     |      |      |      |      |      |      |      |      |      |      |      |      |
|                                                       | 1979 | 1983 | 1987 | 1991 | 1995 | 1999 | 2003 | 2007 | 2011 | 2015 | 2019 | 2023 |
| AP/PP                                                 | -    | 4    | 2    | 2    | 4    | 2    | 2    | 4    | 5    | 7    | 7    | 6    |
| PSOE                                                  | 6    | 6    | 7    | 8    | 6    | 8    | 9    | 7    | 6    | 4    | 3    | 3    |
| PSLF                                                  | -    | -    | -    | -    | -    | -    | -    | -    | -    | -    | -    | 2    |
| PCE/IU                                                | 1    | 1    | 0    | 1    | 1    | 1    | 0    | -    | -    | 0    | 1    | -    |
| UCD/CDS                                               | 4    | -    | 1    | -    | -    | -    | -    | -    | -    | -    | -    | -    |
| API                                                   | -    | -    | 1    | -    | -    | -    | -    | -    | -    | -    | -    | -    |
| En negrilla el partido más votado                     |      |      |      |      |      |      |      |      |      |      |      |      |
| Fuente:Datos de las elecciones municipales desde 1979 |      |      |      |      |      |      |      |      |      |      |      |      |

### Alcaldes
| Periodo   | Nombre                                                 | Partido |
| --------- | ------------------------------------------------------ | ------- |
| 1979-1983 | Juan Avi Martínez                                      | PSOE    |
| 1983-1987 | Francisco García Martínez                              | PSOE    |
| 1987-1991 | Francisco García Martínez                              | PSOE    |
| 1991-1995 | Francisco García Martínez 1995: Santiago Villar Corral | PSOE    |
| 1995-1999 | Santiago Villar Corral                                 | PSOE    |
| 1999-2003 | Santiago Villar Corral                                 | PSOE    |
| 2003-2007 | Santiago Villar Corral                                 | PSOE    |
| 2007-2011 | Antonio Almazán Ojeda                                  | PSOE    |
| 2011-2015 | Antonio Almazán Ojeda                                  | PSOE    |
| 2015-2019 | Alberto Rubio Mostacero                                | PP      |
| 2019-2023 | Alberto Rubio Mostacero                                | PP      |
| 2023-act. | Alberto Rubio Mostacero                                | PP      |